# Espanya als Jocs Olímpics d'estiu de 2012
Espanya va estar representada als Jocs Olímpics d'Estiu 2012 per 282 esportistes que competiren en 23 esports, i va ésser el desè país més representat.
El portador de la bandera a la cerimònia d'obertura havia de ser el tennista Rafael Nadal però una setmana abans de l'inici dels Jocs va anunciar que renunciava a la seva participació a causa d'una lesió i també va renunciar a portar la bandera. El seu substitut fou el jugador de bàsquet Pau Gasol. El portador de la bandera a la cerimònia de clausura fou el piragüista Saúl Craviotto.

## Medaller
L'equip olímpic espanyol va aconseguir les següents medalles:
| Esport                | Or | Plata | Bronze | Total |
| Bàsquet               | 0  | 1     | 0      | 1     |
| Handbol               | 0  | 0     | 1      | 1     |
| Lluita                | 0  | 0     | 1      | 1     |
| Natació               | 0  | 2     | 0      | 2     |
| Natació sincronitzada | 0  | 1     | 1      | 2     |
| Piragüisme            | 0  | 2     | 1      | 3     |
| Taekwondo             | 1  | 2     | 0      | 3     |
| Triatló               | 0  | 1     | 0      | 1     |
| Vela                  | 2  | 0     | 0      | 2     |
| Waterpolo             | 0  | 1     | 0      | 1     |
| Total                 | 3  | 10    | 4      | 17    |

## Medallistes
| Marta Bach Andrea Blas Ana Copado Anna Espar Laura Ester María García Laura López Ventosa | Ona Meseguer Lorena Miranda Matilde Ortiz Jennifer Pareja Pilar Peña Roser Tarragó |

| José Manuel Calderón Víctor Claver Rudy Fernández Marc Gasol Pau Gasol Serge Ibaka | Sergio Llull Juan Carlos Navarro Felipe Reyes Sergio Rodríguez Víctor Sada Fernando San Emeterio |

| Clara Basiana Alba Cabello Ona Carbonell Margalida Crespí Andrea Fuentes | Thaïs Henríquez Paula Klamburg Irene Montrucchio Laia Pons |

| Macarena Aguilar Nely Carla Alberto Jessica Alonso Vanessa Amorós Andrea Barnó Elisabet Chávez Mihaela Ciobanu Verónica Cuadrado | Patricia Elorza Beatriz Fernández Begoña Fernández Marta Mangué Carmen Martín Silvia Navarro Elisabeth Pinedo |

## Atletisme
Vegeu Atletisme als Jocs Olímpics d'estiu de 2012

### Masculí
Pista i ruta
| Esportista            | Esdeveniment     | Eliminatòria | Eliminatòria | Quarts de final | Quarts de final | Semifinal        | Semifinal        | Final            | Final            |
| Esportista            | Esdeveniment     | Resultat     | Posició      | Resultat        | Posició         | Resultat         | Posició          | Resultat         | Posició          |
| --------------------- | ---------------- | ------------ | ------------ | --------------- | --------------- | ---------------- | ---------------- | ---------------- | ---------------- |
| Ángel David Rodríguez | 100 m            |              |              | 10.34           | 5               | No es classificà | No es classificà | No es classificà | No es classificà |
| Kevin López           | 800 m            | 1:48.27      | 3 Q          |                 |                 | 1:46.66          | 6                | No es classificà | No es classificà |
| Antonio Manuel Reina  | 800 m            | 1:47.44      | 3 Q          |                 |                 | 1:45.84          | 6                | No es classificà | No es classificà |
| Luis Alberto Marco    | 800 m            | 1:46.86      | 3 Q          |                 |                 | 1:46.19          | 6                | No es classificà | No es classificà |
| David Bustos          | 1500 m           | 3:41.34      | 8            |                 |                 | No es classificà | No es classificà | No es classificà | No es classificà |
| Álvaro Rodríguez      | 1500 m           | 3:41.54      | 12           |                 |                 | No es classificà | No es classificà | No es classificà | No es classificà |
| Diego Ruiz            | 1500 m           | 3:41.52      | 7            |                 |                 | No es classificà | No es classificà | No es classificà | No es classificà |
| Ayad Lamdassen        | 10000 m          |              |              |                 |                 |                  |                  | 28:49.85         | 23               |
| Ignacio Cáceres       | Marató           |              |              |                 |                 |                  |                  | 2:17:11          | 31               |
| Carles Castillejo     | Marató           |              |              |                 |                 |                  |                  | 2:16:17          | 24               |
| José Carlos Hernández | Marató           |              |              |                 |                 |                  |                  | 3:48:32          | 34               |
| Miguel Ángel López    | 20 km marxa      |              |              |                 |                 |                  |                  | 1:19:49          | 5                |
| Álvaro Martín         | 20 km marxa      |              |              |                 |                 |                  |                  | No acabà         | No acabà         |
| Jesús Ángel García    | 50 km marxa      |              |              |                 |                 |                  |                  | 3:48:32          | 20               |
| Mikel Odriozola       | 50 km marxa      |              |              |                 |                 |                  |                  | 4:02:48          | 42               |
| Benjamín Sánchez      | 50 km marxa      |              |              |                 |                 |                  |                  | 4:14:40          | 50               |
| Jackson Quiñónez      | 110 m tanques    | 13.76        | 4            |                 |                 | No es classificà | No es classificà | No es classificà | No es classificà |
| Abdelaziz Merzoughi   | 3000 m obstacles | 8:58.20      | 12           |                 |                 |                  |                  | No es classificà | No es classificà |
| Ángel Mullera         | 3000 m obstacles | 8:38.07      | 11           |                 |                 |                  |                  | No es classificà | No es classificà |
| Víctor García         | 3000 m obstacles | No acabà     | No acabà     |                 |                 |                  |                  | No es classificà | No es classificà |

Concursos
| Esportista        | Esdeveniment          | Qualificació | Qualificació | Final            | Final            |
| Esportista        | Esdeveniment          | Distància    | Posició      | Distància        | Posició          |
| ----------------- | --------------------- | ------------ | ------------ | ---------------- | ---------------- |
| Frank Casañas     | Llançament de disc    | 63,76        | 11 Q         | 65,56            | 7                |
| Mario Pestano     | Llançament de disc    | 63,40        | 11           | No es classificà | No es classificà |
| Javier Cienfuegos | Llançament de martell | 73,73        | 16           | No es classificà | No es classificà |
| Borja Vivas       | Llançament de pes     | 18,88        | 31           | No es classificà | No es classificà |
| Luis Felipe Méliz | Salt de llargada      | No acabà     | No acabà     | No es classificà | No es classificà |
| Eusebio Cáceres   | Salt de llargada      | 7,92         | 14           | No es classificà | No es classificà |
| Igor Bychkov      | Salt amb perxa        | 5,50         | 9 Q          | 5,50             | 12               |

### Femení
Pista i ruta
| Esportista         | Esdeveniment     | Eliminatòria | Eliminatòria | Semifinal        | Semifinal        | Final            | Final            |
| Esportista         | Esdeveniment     | Resultat     | Posició      | Resultat         | Posició          | Resultat         | Posició          |
| ------------------ | ---------------- | ------------ | ------------ | ---------------- | ---------------- | ---------------- | ---------------- |
| Aauri Bokesa       | 400 m            | 53.67        | 6            | No es classificà | No es classificà | No es classificà | No es classificà |
| Nuria Fernández    | 1500 m           | 4:13.72      | 4 Q          | 4:06:57          | 10               | No es classificà | No es classificà |
| Isabel Macías      | 1500 m           | 4:13.07      | 12           | No es classificà | No es classificà | No es classificà | No es classificà |
| Natalia Rodríguez  | 1500 m           | 4:16.18      | 14           | No es classificà | No es classificà | No es classificà | No es classificà |
| Judit Pla          | 5000 m           | 15:20.39     | 12           |                  |                  | No es classificà | No es classificà |
| Alessandra Aguilar | Marató           |              |              |                  |                  | 2:29:19          | 26               |
| Elena María Espeso | Marató           |              |              |                  |                  | 2:36:12          | 61               |
| Vanessa Veiga      | Marató           |              |              |                  |                  | 2:46:53          | 97               |
| Marta Domínguez    | 3000 m obstacles | 9:29.71      | 4 Q          |                  |                  | 9:36.45          | 12               |
| Diana Martín       | 3000 m obstacles | 9:35.77      | 8            |                  |                  | No es classificà | No es classificà |
| Beatriz Pascual    | 20 km marxa      |              |              |                  |                  | 1:27:56          | 8                |
| María José Poves   | 20 km marxa      |              |              |                  |                  | 1:29:36          | 12               |
| María Vasco        | 20 km marxa      |              |              |                  |                  | 1:28:14          | 10               |

Concursos
| Esportista        | Esdeveniment           | Qualificació | Qualificació | Final            | Final            |
| Esportista        | Esdeveniment           | Distància    | Posició      | Distància        | Posició          |
| ----------------- | ---------------------- | ------------ | ------------ | ---------------- | ---------------- |
| Noraida Bicet     | Llançament de javelina | 57,77        | 25           | No es classificà | No es classificà |
| Berta Castells    | Llançament de martell  | 68,41        | 21           | No es classificà | No es classificà |
| Úrsula Ruiz       | Llançament de pes      | 17,99        | 17           | No es classificà | No es classificà |
| Ruth Beitia       | Salt d'alçada          | 1,93         | 2 Q          | 2,00             | 4                |
| Concha Montaner   | Salt de llargada       | 6,30         | 19           | No es classificà | No es classificà |
| Patricia Sarrapio | Triple salt            | 13,64        | 26           | No es classificà | No es classificà |

## Bàdminton
Vegeu Bàdminton als Jocs Olímpics d'estiu de 2012
| Esportista     | Esdeveniment       | Fase de grups                     | Fase de grups                           | Fase de grups | Vuitens de final | Quarts de final  | Semifinals       | Final            | Final            |
| Esportista     | Esdeveniment       | 1r partit                         | 2n partit                               | Posició       | Vuitens de final | Quarts de final  | Semifinals       | Final            | Final            |
| -------------- | ------------------ | --------------------------------- | --------------------------------------- | ------------- | ---------------- | ---------------- | ---------------- | ---------------- | ---------------- |
| Pablo Abián    | Individual masculí | T. Hidayat (INA) · D 20−22, 11−21 | P. Koukal (TXE) · V 21−17, 16−21, 21−16 | 2             | No es classificà | No es classificà | No es classificà | No es classificà | No es classificà |
| Carolina Marín | Individual femení  | X. Li (XIN) · D 13−21, 11−21      | C. Riverol (PER) · V 21−17, 21−7        | 2             | No es classificà | No es classificà | No es classificà | No es classificà | No es classificà |

## Bàsquet
Vegeu Bàsquet als Jocs Olímpics d'estiu de 2012

### Masculí
La selecció espanyola masculina de bàsquet es classificà com a finalista de l'Eurobasket 2011. Fou la dotzena vegada que la selecció masculina es classificà pels Jocs Olímpics.
Jugadors
| - José Manuel Calderón - Víctor Claver - Rudy Fernández - Marc Gasol - Pau Gasol - Serge Ibaka | - Sergio Llull - Juan Carlos Navarro - Felipe Reyes - Sergio Rodríguez - Víctor Sada - Fernando San Emeterio |  |  |

Entrenador: Sergio Scariolo
Fase de grups
| Equip           | J | G | P | PF  | PC  | Dif  | Punts | Desempat |
| --------------- | - | - | - | --- | --- | ---- | ----- | -------- |
| Rússia          | 5 | 4 | 1 | 400 | 359 | +41  | 9     | 1−0      |
| Brasil          | 5 | 4 | 1 | 402 | 349 | +53  | 9     | 0−1      |
| Espanya         | 5 | 3 | 2 | 414 | 394 | +20  | 8     | 1−0      |
| Austràlia       | 5 | 3 | 2 | 410 | 373 | +37  | 8     | 0−1      |
| Gran Bretanya   | 5 | 1 | 4 | 380 | 405 | -25  | 6     |          |
| R.P. de la Xina | 5 | 0 | 5 | 313 | 439 | -126 | 5     |          |

Resultats
| Ronda          | Data  | Hora  | Partit       | Partit    | Partit          |
| -------------- | ----- | ----- | ------------ | --------- | --------------- |
| Fase grups − 1 | 29/07 | 16:45 | Espanya      | 97 − 81   | R.P. de la Xina |
| Fase grups − 2 | 31/07 | 11:15 | Austràlia    | 70 − 82   | Espanya         |
| Fase grups − 3 | 02/08 | 20:00 | Espanya      | 79 − 78   | Gran Bretanya   |
| Fase grups − 4 | 04/08 | 11:15 | Rússia       | 77 − 74   | Espanya         |
| Fase grups − 5 | 06/08 | 20:00 | Espanya      | 82 − 88   | Brasil          |
| Quart de final | 08/08 | 16:15 | França       | 59 − 66   | Espanya         |
| Semifinal      | 10/08 | 17:00 | Espanya      | 67 − 59   | Rússia          |
| Final          | 12/08 | 15:00 | Estats Units | 107 − 100 | Espanya         |

## Boxa
Vegeu Boxa als Jocs Olímpics d'estiu de 2012
| Esportista         | Esdeveniment  | Setzens de final           | Vuitens de final | Quarts de final  | Semifinals       | Final            | Final            |
| ------------------ | ------------- | -------------------------- | ---------------- | ---------------- | ---------------- | ---------------- | ---------------- |
| Kelvin de la Nieve | 49 kg masculí | C. Quipo (EQU) · D 11−14   | No es classificà | No es classificà | No es classificà | No es classificà | No es classificà |
| Jonathan Alonso    | 64 kg masculí | M. Tolouti (IRN) · D 12−16 | No es classificà | No es classificà | No es classificà | No es classificà | No es classificà |

## Ciclisme
Vegeu Ciclisme als Jocs Olímpics d'estiu de 2012

### Masculí

#### Ciclisme en ruta
| Esportista           | Esdeveniment   | Temps   | Posició |
| -------------------- | -------------- | ------- | ------- |
| Jonathan Castroviejo | Ruta           | 5:46:13 | 26      |
| Jonathan Castroviejo | Contrarellotge | 53:29   | 9       |
| José Joaquín Rojas   | Ruta           | 5:46:37 | 44      |
| Luis León Sánchez    | Ruta           | 5:46:05 | 14      |
| Luis León Sánchez    | Contrarellotge | 56:59   | 32      |
| Alejandro Valverde   | Ruta           | 5:46:05 | 18      |
| Francisco Ventoso    | Ruta           | 5:46:37 | 31      |

#### Ciclisme en pista
Velocitat
| Esportista       | Esdeveniment         | Qualificació    | Qualificació | Ronda 1          | Repesca 1                             | Ronda 2          | Quarts de final  | Semifinals       | Final            | Final            |
| Esportista       | Esdeveniment         | Temps Velocitat | Posició      | Ronda 1          | Repesca 1                             | Ronda 2          | Quarts de final  | Semifinals       | Final            | Final            |
| ---------------- | -------------------- | --------------- | ------------ | ---------------- | ------------------------------------- | ---------------- | ---------------- | ---------------- | ---------------- | ---------------- |
| Hodei Mazquiarán | Velocitat individual | 10.604 67.898   | 16           | S. Perkins (AUS) | B. Esterhuizen (RSA) · M. Zhang (XIN) | No es classificà | No es classificà | No es classificà | No es classificà | No es classificà |

Keirin
| Esportista   | Esdeveniment | Ronda 1 | Repesca | Ronda 2 | Final |
| ------------ | ------------ | ------- | ------- | ------- | ----- |
| Juan Peralta | Keirin       | 3       | 2Q      | 5       | 10    |

Persecució
| Esportista                                               | Esdeveniment      | Qualificació | Qualificació | Semifinals          | Semifinals | Final                | Final   |
| Esportista                                               | Esdeveniment      | Temps        | Posició      | Resultat            | Posició    | Resultat             | Posició |
| -------------------------------------------------------- | ----------------- | ------------ | ------------ | ------------------- | ---------- | -------------------- | ------- |
| Pablo Bernal Sebastián Mora David Muntaner Albert Torres | Persecució equips | 4:02:113     | 6Q           | Colòmbia · 3:59.520 | 6          | Dinamarca · 4:02.746 | 6       |

Omnium
| Esportista  | Esdeveniment | Volta de llançament | Volta de llançament | Cursa de punts | Cursa de punts | Cursa eliminatòria | Persecució individual | Persecució individual | Cursa scratch | Contrarellotge | Contrarellotge | Total punts | Posició |
| Esportista  | Esdeveniment | Temps               | Posició             | Punts          | Posició        | Posició            | Resultat              | Posició               | Posició       | Temps          | Posició        | Total punts | Posició |
| ----------- | ------------ | ------------------- | ------------------- | -------------- | -------------- | ------------------ | --------------------- | --------------------- | ------------- | -------------- | -------------- | ----------- | ------- |
| Eloy Teruel | Omnium       | 13.655              | 14                  | 55             | 3              | 17                 | 4:29.874              | 9                     | 2             | 1:05:463       | 14             | 59          | 9       |

#### Ciclisme de muntanya
| Esportista           | Esdeveniment  | Temps   | Posició |
| -------------------- | ------------- | ------- | ------- |
| Carlos Coloma        | Camp a través | 1:30:07 | 6       |
| José Antonio Hermida | Camp a través | 1:29:36 | 4       |
| Sergio Mantecon      | Camp a través | 1:33:46 | 22      |

### Femení

#### Ciclisme en pista
| Esportista      | Esdeveniment | Volta de llançament | Volta de llançament | Cursa de punts | Cursa de punts | Cursa eliminatòria | Persecució individual | Persecució individual | Cursa scratch | Contrarellotge | Contrarellotge | Total punts | Posició |
| Esportista      | Esdeveniment | Temps               | Posició             | Punts          | Posició        | Posició            | Resultat              | Posició               | Posició       | Temps          | Posició        | Total punts | Posició |
| --------------- | ------------ | ------------------- | ------------------- | -------------- | -------------- | ------------------ | --------------------- | --------------------- | ------------- | -------------- | -------------- | ----------- | ------- |
| Leire Olaberría | Omnium       | 14.463              | 6                   | 3              | 12             | 12                 | 3:46.317              | 14                    | 16            | 36.393         | 8              | 69          | 13      |

## Futbol
Vegeu Futbol als Jocs Olímpics d'estiu de 2012

### Masculí
La selecció espanyola masculina de futbol es classificà com a finalista de l'Eurocopa Sub-21 de 2011.
Jugadors
| - Jordi Alba - César Azpilicueta - Alberto Botía - Álvaro Domínguez - David de Gea - Ander Herrera | - Adrián López - Diego Mariño - Iñigo Martínez - Javi Martínez - Juan Mata - Martín Montoya | - Iker Muniain - Oriol Romeu - Cristian Tello - Isco - Koke - Rodrigo |  |  |

Entrenador: Luis Milla
Fase de grups
| Equip    | J | G | E | P | GF | GC | Dif | Punts |
| -------- | - | - | - | - | -- | -- | --- | ----- |
| Japó     | 3 | 2 | 1 | 0 | 2  | 0  | +2  | 7     |
| Hondures | 3 | 1 | 2 | 0 | 3  | 2  | +1  | 5     |
| Marroc   | 3 | 0 | 2 | 1 | 2  | 3  | -1  | 2     |
| Espanya  | 3 | 0 | 1 | 2 | 0  | 2  | -2  | 1     |

Resultats
| Ronda          | Data  | Hora  | Partit  | Partit | Partit   |
| -------------- | ----- | ----- | ------- | ------ | -------- |
| Fase grups − 1 | 26/07 | 14:45 | Espanya | 0 − 1  | Japó     |
| Fase grups − 2 | 29/07 | 19:45 | Espanya | 0 − 1  | Hondures |
| Fase grups − 3 | 01/08 | 17:00 | Espanya | 0 − 0  | Marroc   |

## Gimnàstica
Veure Gimnàstica als Jocs Olímpics d'estiu de 2012

### Masculí

#### Gimnàstica artística
Equips
| Esportista      | Esdeveniment | Qualificació | Qualificació | Qualificació | Qualificació | Qualificació | Qualificació | Qualificació | Qualificació | Final               | Final               | Final               | Final               | Final               | Final               | Final               | Final               |
| Esportista      | Esdeveniment | Aparells     | Aparells     | Aparells     | Aparells     | Aparells     | Aparells     | Total        | Posició      | Aparells            | Aparells            | Aparells            | Aparells            | Aparells            | Aparells            | Total               | Posició             |
| Esportista      | Esdeveniment | T            | CA           | A            | SC           | BP           | BF           | Total        | Posició      | T                   | CA                  | A                   | SC                  | BP                  | BF                  | Total               | Posició             |
| --------------- | ------------ | ------------ | ------------ | ------------ | ------------ | ------------ | ------------ | ------------ | ------------ | ------------------- | ------------------- | ------------------- | ------------------- | ------------------- | ------------------- | ------------------- | ------------------- |
| Isaac Botella   | Equips       | 14,033       | 12,900       |              | 15,866 Q     |              |              |              |              | No es classificaren | No es classificaren | No es classificaren | No es classificaren | No es classificaren | No es classificaren | No es classificaren | No es classificaren |
| Javier Gómez    | Equips       | 14,833       | 13,833       | 13,900       | 15,958       | 15,066       | 14,544       | 88,123       | 16 Q         | No es classificaren | No es classificaren | No es classificaren | No es classificaren | No es classificaren | No es classificaren | No es classificaren | No es classificaren |
| Fabián González | Equips       | 15,266       | 14,733       | 14,033       | 16,000       | 13,333       | 15,000       | 88,365       | 15 Q         | No es classificaren | No es classificaren | No es classificaren | No es classificaren | No es classificaren | No es classificaren | No es classificaren | No es classificaren |
| Rubén López     | Equips       |              |              | 14,900       | 14,733       | 14,300       |              |              |              | No es classificaren | No es classificaren | No es classificaren | No es classificaren | No es classificaren | No es classificaren | No es classificaren | No es classificaren |
| Sergio Muñoz    | Equips       | 14,600       | 14,000       | 13,966       | 16,000       | 13,833       | 13,266       | 85,665       | 26           | No es classificaren | No es classificaren | No es classificaren | No es classificaren | No es classificaren | No es classificaren | No es classificaren | No es classificaren |
| Total           | Equips       | 44,699       | 42,566       | 42,899       | 47,958       | 43,632       | 43,833       | 265,587      | 9            | No es classificaren | No es classificaren | No es classificaren | No es classificaren | No es classificaren | No es classificaren | No es classificaren | No es classificaren |

Finals individuals
| Esportista      | Esdeveniment      | Aparells | Aparells | Aparells | Aparells | Aparells | Aparells | Total  | Posició |
| Esportista      | Esdeveniment      | T        | CA       | A        | SC       | BP       | BF       | Total  | Posició |
| --------------- | ----------------- | -------- | -------- | -------- | -------- | -------- | -------- | ------ | ------- |
| Isaac Botella   | Salt sobre cavall |          |          |          | 15.866   |          |          | 15,866 | 6       |
| Javier Gómez    | Concurs complet   | 14,266   | 12,433   | 14,800   | 15,466   | 14,733   | 12,733   | 84,431 | 23      |
| Fabián González | Concurs complet   | 14,600   | 14,733   | 13,966   | 16,133   | 14,400   | 15,166   | 88,998 | 9       |

### Femení

#### Gimnàstica artística
Finals individuals
| Esportista         | Esdeveniment    | Qualificació | Qualificació | Qualificació | Qualificació | Qualificació | Qualificació | Final            | Final            | Final            | Final            | Final            | Final            |
| Esportista         | Esdeveniment    | Aparells     | Aparells     | Aparells     | Aparells     | Total        | Posició      | Aparells         | Aparells         | Aparells         | Aparells         | Total            | Posició          |
| Esportista         | Esdeveniment    | T            | SC           | BA           | BE           | Total        | Posició      | T                | SC               | BA               | BE               | Total            | Posició          |
| ------------------ | --------------- | ------------ | ------------ | ------------ | ------------ | ------------ | ------------ | ---------------- | ---------------- | ---------------- | ---------------- | ---------------- | ---------------- |
| Ana María Izurieta | Concurs complet | 14,133       | 14,800       | 12,600       | 12,000       | 53,533       | 33           | No es classificà | No es classificà | No es classificà | No es classificà | No es classificà | No es classificà |

#### Gimnàstica rítmica
Equips
| Esportista                                                                                     | Esdeveniment | Qualificació | Qualificació       | Qualificació | Qualificació | Final     | Final              | Final  | Final   |
| Esportista                                                                                     | Esdeveniment | 5 pilotes    | 3 cintes 2 cèrcols | Total        | Posició      | 5 pilotes | 3 cintes 2 cèrcols | Total  | Posició |
| ---------------------------------------------------------------------------------------------- | ------------ | ------------ | ------------------ | ------------ | ------------ | --------- | ------------------ | ------ | ------- |
| Loreto Achaerandio Sandra Aguilar Elena López Lourdes Mohedano Alejandra Quereda Lidia Redondo | Equips       | 27,150       | 27,400             | 54,550       | 5            | 27,400    | 27,550             | 54,950 | 4       |

Finals individuals
| Esportista                     | Esdeveniment    | Qualificació | Qualificació | Qualificació | Qualificació | Qualificació | Qualificació | Final            | Final            | Final            | Final            | Final            | Final            |
| Esportista                     | Esdeveniment    | Aparells     | Aparells     | Aparells     | Aparells     | Total        | Posició      | Aparells         | Aparells         | Aparells         | Aparells         | Total            | Posició          |
| Esportista                     | Esdeveniment    | CE           | P            | M            | CI           | Total        | Posició      | CE               | P                | M                | CI               | Total            | Posició          |
| ------------------------------ | --------------- | ------------ | ------------ | ------------ | ------------ | ------------ | ------------ | ---------------- | ---------------- | ---------------- | ---------------- | ---------------- | ---------------- |
| Carolina Rodríguez Ballesteros | Concurs complet | 26,900       | 26,625       | 27,175       | 26,100       | 106,800      | 14           | No es classificà | No es classificà | No es classificà | No es classificà | No es classificà | No es classificà |

## Halterofília
Vegeu Halterofília als Jocs Olímpics d'estiu de 2012
| Esportista     | Esdeveniment  | Arrencada | Arrencada | Dos temps | Dos temps | Total | Posició |
| Esportista     | Esdeveniment  | Resultat  | Posició   | Resultat  | Posició   | Total | Posició |
| -------------- | ------------- | --------- | --------- | --------- | --------- | ----- | ------- |
| Andrés Mata    | 77 kg masculí | 150       | 8         | 188       | 6         | 338   | 6       |
| Lidia Valentín | 75 kg femení  | 120       | 4         | 145       | 4         | 265   | 4       |

## Handbol
Vegeu Handbol als Jocs Olímpics d'estiu de 2012

### Masculí
Jugadors
| - Julen Aguinagalde - Mikel Aguirrezabalaga - Joan Cañellas - Raúl Entrerríos - Gedeón Guardiola - Eduardo Gurbindo - José Javier Hombrados | - Jorge Maqueda - Viran Morros - Albert Rocas - Daniel Sarmiento - Arpad Šterbik - Víctor Tomás - Cristian Ugalde |  |  |

Entrenador: Valero Rivera
Fase de grups
| Equip         | J | G | E | P | GF  | GC  | Dif | Punts |
| ------------- | - | - | - | - | --- | --- | --- | ----- |
| Croàcia       | 5 | 5 | 0 | 0 | 150 | 109 | +41 | 10    |
| Dinamarca     | 5 | 4 | 0 | 1 | 124 | 129 | -5  | 8     |
| Espanya       | 5 | 3 | 0 | 2 | 140 | 126 | +14 | 6     |
| Hondures      | 5 | 2 | 0 | 3 | 114 | 128 | -14 | 4     |
| Sèrbia        | 5 | 1 | 0 | 4 | 120 | 131 | -11 | 2     |
| Corea del Sud | 5 | 0 | 0 | 5 | 115 | 140 | -25 | 0     |

Resultats
| Ronda           | Data  | Hora  | Partit    | Partit  | Partit        |
| --------------- | ----- | ----- | --------- | ------- | ------------- |
| Fase grups − 1  | 29/07 | 16:15 | Espanya   | 26 − 21 | Sèrbia        |
| Fase grups − 2  | 31/07 | 19:30 | Dinamarca | 24 − 23 | Espanya       |
| Fase grups − 3  | 02/08 | 09:30 | Espanya   | 33 − 29 | Corea del Sud |
| Fase grups − 4  | 04/08 | 21:15 | Hongria   | 22 − 33 | Espanya       |
| Fase grups − 5  | 06/08 | 19:30 | Espanya   | 25 − 30 | Croàcia       |
| Quarts de final | 08/08 | 14:30 | Espanya   | 22 − 23 | França        |

### Femení
Jugadores
| - Nely Carla Alberto - Jessica Alonso - Macarena Aguilar - Vanessa Amorós - Andrea Barnó - Mihaela Ciobanu - Verónica Cuadrado - Patricia Elorza | - Beatriz Fernández - Begoña Fernández - Marta López - Marta Mangué - Carmen Martín - Silvia Navarro - Elisabeth Pinedo |  |  |

Entrenador: Jorge Dueñas
Fase de grups
| Equip         | J | G | E | P | GF  | GC  | Dif | Punts |
| ------------- | - | - | - | - | --- | --- | --- | ----- |
| França        | 5 | 4 | 1 | 0 | 125 | 103 | +22 | 9     |
| Corea del Sud | 5 | 3 | 1 | 1 | 136 | 130 | +6  | 7     |
| Espanya       | 5 | 3 | 1 | 1 | 119 | 114 | +5  | 7     |
| Noruega       | 5 | 2 | 1 | 2 | 118 | 120 | -2  | 5     |
| Dinamarca     | 5 | 1 | 0 | 4 | 113 | 121 | -8  | 2     |
| Suècia        | 5 | 0 | 0 | 5 | 108 | 131 | -23 | 0     |

Resultats
| Ronda               | Data  | Hora  | Partit        | Partit  | Partit        |
| ------------------- | ----- | ----- | ------------- | ------- | ------------- |
| Fase grups − 1      | 28/07 | 11:15 | Espanya       | 27 − 31 | Corea del Sud |
| Fase grups − 2      | 30/07 | 16:15 | França        | 18 − 18 | Espanya       |
| Fase grups − 3      | 01/08 | 19:30 | Espanya       | 24 − 21 | Dinamarca     |
| Fase grups − 4      | 03/08 | 19:30 | Espanya       | 25 − 24 | Suècia        |
| Fase grups − 5      | 05/08 | 19:30 | Noruega       | 20 − 25 | Espanya       |
| Quarts de final     | 07/08 | 13:30 | Espanya       | 25 − 22 | Croàcia       |
| Semifinals          | 09/08 | 20:30 | Espanya       | 26 − 27 | Montenegro    |
| Final de consolació | 11/08 | 17:00 | Corea del Sud | 29 − 31 | Espanya       |

## Hípica
Vegeu Hípica als Jocs Olímpics d'estiu de 2012
Doma clàssica
Espanya va classificar un equip i tres individuals després d'acabar cinquens en el Campionat Europeu de Doma Clàssica 2011.
| Esportista                                                  | Cavall        | Esdeveniment | Gran Premi | Gran Premi | Gran Premi Especial | Gran Premi Especial | Gran Premi Estil Lliure | Gran Premi Estil Lliure | Global           | Global           |
| Esportista                                                  | Cavall        | Esdeveniment | Resultat   | Posició    | Resultat            | Posició             | Tècnic                  | Artístic                | Resultat         | Posició          |
| ----------------------------------------------------------- | ------------- | ------------ | ---------- | ---------- | ------------------- | ------------------- | ----------------------- | ----------------------- | ---------------- | ---------------- |
| Morgan Barbançon                                            | Painted Black | Individual   | 72.751     | 19         | 71.556              | 23                  | No es classificà        | No es classificà        | No es classificà | No es classificà |
| Jose Daniel Martín Dockx                                    | Grandioso     | Individual   | 69,043     | 39         | 69,286              | 29                  | No es classificà        | No es classificà        | No es classificà | No es classificà |
| Juan Manuel Muñoz                                           | Fuego XII     | Individual   | 75,608     | 10         | 75,476              | 11                  | 74,786                  | 83,857                  | 79,321           | 10               |
| Morgan Barbançon Jose Daniel Martín Dockx Juan Manuel Muñoz |               | Equips       | 72,467     | 6          | 72,106              | 6                   |                         |                         | 72,287           | 7                |

## Hoquei sobre herba
Vegeu Hoquei sobre herba als Jocs Olímpics d'estiu de 2012

### Masculí
Jugadors
| - Francesc Cortés - Santi Freixa - Sergi Enrique - Miguel Delas - Àlex Fàbregas - Pol Amat - Eduard Tubau - Roc Oliva - Ramón Alegre | - José Ballbé - Juan Fernández - Xavi Lleonart - Andrés Mir - Marc Salles - Xavier Trenchs - Manel Terraza - David Alegre - Pau Quemada |  |  |

Entrenador: Dani Martín
Fase de grups
| Equip         | J | G | E | P | GF | GC | Dif | Punts |
| ------------- | - | - | - | - | -- | -- | --- | ----- |
| Austràlia     | 5 | 3 | 2 | 0 | 23 | 5  | +18 | 11    |
| Dinamarca     | 5 | 2 | 3 | 0 | 14 | 8  | +6  | 9     |
| Espanya       | 5 | 2 | 2 | 1 | 8  | 10 | -2  | 8     |
| Pakistan      | 5 | 2 | 1 | 2 | 9  | 16 | -7  | 7     |
| Argentina     | 5 | 1 | 1 | 3 | 10 | 14 | -4  | 4     |
| Corea del Sud | 5 | 0 | 1 | 4 | 11 | 22 | -11 | 1     |

Resultats
| Ronda          | Data  | Hora  | Partit     | Partit | Partit        |
| -------------- | ----- | ----- | ---------- | ------ | ------------- |
| Fase grups − 1 | 30/07 | 13:45 | Espanya    | 1 − 1  | Pakistan      |
| Fase grups − 2 | 01/08 | 08:30 | Espanya    | 0 − 5  | Austràlia     |
| Fase grups − 3 | 03/08 | 19:00 | Sud-àfrica | 2 − 3  | Espanya       |
| Fase grups − 4 | 05/08 | 21:15 | Argentina  | 1 − 3  | Espanya       |
| Fase grups − 5 | 07/08 | 19:00 | Espanya    | 1 − 1  | Gran Bretanya |
| 5è/6è lloc     | 11/08 | 11:30 | Espanya    | 2 − 5  | Bèlgica       |

## Judo
Vegeu Judo als Jocs Olímpics d'estiu de 2012

### Masculí
| Esportista      | Categoria | 1/32 de final                  | Setzens de final             | Vuitens de final              | Quarts de final                | Semifinals                     | Repesca          | Final de consolació          | Final            | Final            |
| --------------- | --------- | ------------------------------ | ---------------------------- | ----------------------------- | ------------------------------ | ------------------------------ | ---------------- | ---------------------------- | ---------------- | ---------------- |
| Sugoi Uriarte   | 66 kg     | F. Faraldo (ITA) · V 0100−0000 | J. Mata (ARU) · V 0100−0000  | D. García (AND) · V 0013−0002 | T. Karimov (AZE) · V 0021−0001 | M. Ungvári (HON) · D 0000−0011 |                  | J-H. Cho (KOR) · D 0001−0000 | No es classificà | 5                |
| Kiyoshi Uematsu | 73 kg     |                                | M. Isaev (RUS) · D 0002−0011 | No es classificà              | No es classificà               | No es classificà               | No es classificà | No es classificà             | No es classificà | No es classificà |

### Femení
| Esportista          | Categoria | Setzens de final               | Vuitens de final             | Quarts de final  | Semifinals       | Repesca          | Final de consolació | Final            | Final            |
| ------------------- | --------- | ------------------------------ | ---------------------------- | ---------------- | ---------------- | ---------------- | ------------------- | ---------------- | ---------------- |
| Oiana Blanco        | 48 kg     | T. Fukumi (JPN) · D 0001−0100  | No es classificà             | No es classificà | No es classificà | No es classificà | No es classificà    | No es classificà | No es classificà |
| Ana Carrascosa      | 52 kg     | M. Muller (LUX) · D 0000−0201  | No es classificà             | No es classificà | No es classificà | No es classificà | No es classificà    | No es classificà | No es classificà |
| Concepción Bellorín | 57 kg     | H. Karakas (HUN) · D 0011−0100 | No es classificà             | No es classificà | No es classificà | No es classificà | No es classificà    | No es classificà | No es classificà |
| Cecilia Blanco      | 70 kg     | N. Smal (UCR) · V 0110−0002    | R. Sraka (SVN) · D 0011−0000 | No es classificà | No es classificà | No es classificà | No es classificà    | No es classificà | No es classificà |

## Lluita
Vegeu Lluita als Jocs Olímpics d'estiu de 2012
| Esportista  | Esdeveniment | Qualificació | Vuitens de final               | Quarts de final            | Semifinals                  | Repesca 1 | Repesca 2 | Final / FC                    | Final / FC |
| ----------- | ------------ | ------------ | ------------------------------ | -------------------------- | --------------------------- | --------- | --------- | ----------------------------- | ---------- |
| Maider Unda | 72 kg femení |              | A.T. Betancur (COL) · V 3−0 PO | O. Burmaa (MNG) · V 3−1 PP | S. Zlateva (BUL) · D 0−3 PO |           |           | V. Marzaliuk (BLR) · V 3−0 PO | 3          |

## Natació
Vegeu Natació als Jocs Olímpics d'estiu de 2012

### Masculí
| Esportista            | Esdeveniment  | Eliminatòria | Eliminatòria | Semifinal        | Semifinal        | Final            | Final            |
| Esportista            | Esdeveniment  | Resultat     | Posició      | Resultat         | Posició          | Resultat         | Posició          |
| --------------------- | ------------- | ------------ | ------------ | ---------------- | ---------------- | ---------------- | ---------------- |
| Francisco José Hervás | 10 km         |              |              |                  |                  | 1:53:27.8        | 23               |
| Juan Miguel Rando     | 100 m esquena | 54.93        | 25           | No es classificà | No es classificà | No es classificà | No es classificà |
| Aschwin Wildeboer     | 100 m esquena | 54.36        | 16 Q         | 53.99            | 12               | No es classificà | No es classificà |
| Aschwin Wildeboer     | 200 m esquena | 2:00.02      | 26           | No es classificà | No es classificà | No es classificà | No es classificà |

### Femení
| Esportista                                                              | Esdeveniment            | Eliminatòria | Eliminatòria | Semifinal        | Semifinal        | Final               | Final               |
| Esportista                                                              | Esdeveniment            | Resultat     | Posició      | Resultat         | Posició          | Resultat            | Posició             |
| ----------------------------------------------------------------------- | ----------------------- | ------------ | ------------ | ---------------- | ---------------- | ------------------- | ------------------- |
| Concepción Badillo                                                      | 100 m braça             | 1:12.58      | 39           | No es classificà | No es classificà | No es classificà    | No es classificà    |
| Mireia Belmonte                                                         | 400 m lliures           | 4:08.23      | 13           |                  |                  | No es classificà    | No es classificà    |
| Mireia Belmonte                                                         | 800 m lliures           | 8:25.26      | 4 Q          |                  |                  | 8:18.76             | RN                  |
| Mireia Belmonte                                                         | 200 m papallona         | 2:08.19      | 9 Q          | 2:06.62          | 4 Q              | 2:05.25             | RN                  |
| Mireia Belmonte                                                         | 200 m estils            | 2:11.73      | 6 Q          | 2:11.54          | 10               | No es classificà    | No es classificà    |
| Mireia Belmonte                                                         | 400 m estils            | 4:34.70      | 5 Q          |                  |                  | 4:35.62             | 8                   |
| Melanie Costa                                                           | 200 m lliures           | 1:57.79      | =4 Q         | 1:57.76          | 9                | No es classificà    | No es classificà    |
| Melanie Costa                                                           | 400 m lliures           | 4:06.75      | 9            |                  |                  | No es classificà    | No es classificà    |
| Duane Da Rocha                                                          | 100 m esquena           | 1:00.57      | 18           | No es classificà | No es classificà | No es classificà    | No es classificà    |
| Duane Da Rocha                                                          | 200 m esquena           | 2:09.72      | 10 Q         | 2:09.88          | 13               | No es classificà    | No es classificà    |
| Claudia Dasca                                                           | 400 m estils            | 4:46.80      | 25           |                  |                  | No es classificà    | No es classificà    |
| Marina Garcia                                                           | 100 m braça             | 1:08.64      | 25           | No es classificà | No es classificà | No es classificà    | No es classificà    |
| Marina Garcia                                                           | 200 m braça             | 2:27.57      | 20           | No es classificà | No es classificà | No es classificà    | No es classificà    |
| Beatriz Gómez                                                           | 200 m estils            | 2:13.93      | 15 Q         | 2:15.12          | 16               | No es classificà    | No es classificà    |
| Judit Ignacio                                                           | 100 m papallona         | 59.42        | =25          | No es classificà | No es classificà | No es classificà    | No es classificà    |
| Judit Ignacio                                                           | 200 m papallona         | 2:08.14      | 7 Q          | 2:08.96          | 15               | No es classificà    | No es classificà    |
| Erika Villaécija                                                        | 800 m lliures           | 59.42        | =25          |                  |                  | No es classificà    | No es classificà    |
| Erika Villaécija                                                        | 10 km                   |              |              |                  |                  | 1:58:49.5           | 8                   |
| Mireia Belmonte Patricia Castro Melanie Costa Lydia Morant              | Relleus 4x200 m lliures | 7:54.59      | 10 RN        |                  |                  | No es classificaren | No es classificaren |
| Patricia Castro Duane Da Rocha Marina Garcia Judit Ignacio Lydia Morant | Relleus 4x100 m estils  | 4:03.05      | 12           |                  |                  | No es classificaren | No es classificaren |

## Natació sincronitzada
Vegeu Natació sincronitzada als Jocs Olímpics d'estiu de 2012
| Esportista | Esdeveniment | Rutina tècnica | Rutina tècnica | Rutina lliure (preliminar) | Rutina lliure (preliminar) | Rutina lliure (preliminar) | Rutina lliure (final) | Rutina lliure (final)    | Rutina lliure (final) |
| Esportista | Esdeveniment | Punts          | Posició        | Punts                      | Total (tècnica + lliure)   | Posició                    | Punts                 | Total (tècnica + lliure) | Posició               |
| --- | ------------ | -------------- | -------------- | -------------------------- | -------------------------- | -------------------------- | --------------------- | ------------------------ | --------------------- |
| Ona Carbonell Andrea Fuentes | Duet         | 96,000         | 3              | 96,590                     | 192,590                    | 3 Q                        | 96,900                | 192,900                  | 2                     |
| Clara Basiana Alba Cabello Ona Carbonell Margalida Crespí Andrea Fuentes Thaïs Henríquez Paula Klamburg Irene Montrucchio Laia Pons | Equips       | 96,200         | 3              |                            |                            |                            | 96,920                | 193,120                  | 3                     |

## Piragüisme
Vegeu Piragüisme als Jocs Olímpics d'estiu de 2012

### Eslàlom
| Esportista        | Esdeveniment | Preliminars | Preliminars | Preliminars | Preliminars | Preliminars | Preliminars | Semifinals | Semifinals | Final  | Final   |
| Esportista        | Esdeveniment | Baixada 1   | Posició     | Baixada 2   | Posició     | Millor      | Posició     | Temps      | Posició    | Temps  | Posició |
| ----------------- | ------------ | ----------- | ----------- | ----------- | ----------- | ----------- | ----------- | ---------- | ---------- | ------ | ------- |
| Ander Elosegui    | C-1 masculí  | 93.24       | 2           | 96.60       | 8           | 93.24       | 6 Q         | 104.04     | 4 Q        | 102.61 | 4       |
| Samuel Hernanz    | K-1 masculí  | 87.07       | 1           | 91.25       | 12          | 87.07       | 3 Q         | 97.18      | 4 Q        | 96.95  | 5       |
| Maialen Chourraut | K-1 femení   | 98.75       | 1           | 107.91      | 10          | 98.75       | 1 Q         | 108.34     | 2 Q        | 106.87 | 3       |

### Aigües tranquil·les
| Esportista           | Esdeveniment       | Eliminatòries | Eliminatòries | Semifinals | Semifinals | Final    | Final   |
| Esportista           | Esdeveniment       | Temps         | Posició       | Temps      | Posició    | Temps    | Posició |
| -------------------- | ------------------ | ------------- | ------------- | ---------- | ---------- | -------- | ------- |
| Alfonso Benavides    | C-1 200 m masculí  | 40.993        | 1 Q           | 40.619     | 2 Q        | 43.038   | 4       |
| David Cal            | C-1 1000 m masculí | 3:54.590      | 1 Q           | 3:52.767   | 3 Q        | 3:48.053 | 2       |
| Saúl Craviotto       | K-1 200 m masculí  | 35.552        | 1 Q           | 35.597     | 2 Q        | 36.540   | 2       |
| Francisco Cubelos    | K-1 1000 m masculí | 3:37.791      | 5 Q           | 3:31.833   | 4 Q        | 3:32.521 | 7       |
| María Teresa Portela | K-1 200 m femení   | 41.263        | 1 Q           | 40.898     | 2 Q        | 45.326   | 4       |

## Salts
Vegeu Salts als Jocs Olímpics d'estiu de 2012
| Esportista      | Esdeveniment         | Eliminatòries | Eliminatòries | Semifinals       | Semifinals       | Final            | Final            |
| Esportista      | Esdeveniment         | Punts         | Posició       | Punts            | Posició          | Punts            | Posició          |
| --------------- | -------------------- | ------------- | ------------- | ---------------- | ---------------- | ---------------- | ---------------- |
| Jenifer Benítez | Trampolí 3 m femení  | 224,60        | 30            | No es classificà | No es classificà | No es classificà | No es classificà |
| Javier Illana   | Trampolí 3 m masculí | 460,35        | 8 Q           | 458,05           | 10 Q             | 371,60           | 12               |

## Taekwondo
Vegeu Taekwondo als Jocs Olímpics d'estiu de 2012
| Esportista     | Esdeveniment  | Vuitens de final         | Quarts de final          | Semifinals                 | Repesca | Final                       | Final |
| -------------- | ------------- | ------------------------ | ------------------------ | -------------------------- | ------- | --------------------------- | ----- |
| Joel González  | 58 kg masculí | U. Sanli (SUE) · V 7−6   | S. Khalil (AUS) · V 5−3  | O. Muñoz (COL) · V 13−4    | −       | D-H. Lee (KOR) · V 17−8     | 1     |
| Nicolás García | 80 kg masculí | Y. Karami (IRN) · V 8−2  | L. Muhammad (UK) · V 7−3 | M. Sarmiento (ITA) · V 2−1 | −       | S. Crismanich (ARG) · D 0−1 | 2     |
| Brigitte Yagüe | 49 kg femení  | C. Cartens (PAN) · V 7−2 | J. Alegría (MEX) · V 8−0 | C. Sonkham (TAI) · V 10−9  | −       | J. Wu (XIN) · D 1−8         | 2     |

## Tennis
Vegeu Tennis als Jocs Olímpics d'estiu de 2012

### Masculí
| Esportista                   | Categoria  | 1/32 de final                          | Setzens de final                                              | Vuitens de final                               | Quarts de final                          | Semifinals                                          | Final                                             | Final               |
| ---------------------------- | ---------- | -------------------------------------- | ------------------------------------------------------------- | ---------------------------------------------- | ---------------------------------------- | --------------------------------------------------- | ------------------------------------------------- | ------------------- |
| Nicolás Almagro              | Individual | V. Troicki (SRB) · V 6−4, 7−6(3)       | A. Bogomolov Jr. (RUS) · V 6−2, 6−2                           | S. Darcis (BEL) · V 7−5, 6−3                   | A. Murray (GBR) · D 4−6, 1−6             | No es classificà                                    | No es classificà                                  | No es classificà    |
| David Ferrer                 | Individual | V. Pospisil (CAN) · V 6−4, 6−4         | B. Kavčič (SVN) · V 6−2, 6−2                                  | K. Nishikori (JPN) · D 0−6, 6−3, 4−6           | No es classificà                         | No es classificà                                    | No es classificà                                  | No es classificà    |
| Feliciano López              | Individual | D. Tursúnov (RUS) · V 6−7(5), 6−2, 9−7 | J. Mónaco (ARG) · V 6−4, 6−4                                  | J-W. Tsonga (FRA) · D 6−7(5), 4−6              | No es classificà                         | No es classificà                                    | No es classificà                                  | No es classificà    |
| Fernando Verdasco            | Individual | D. Istomin (UZB) · D 4−6, 6−7(9)       | No es classificà                                              | No es classificà                               | No es classificà                         | No es classificà                                    | No es classificà                                  | No es classificà    |
| David Ferrer Feliciano López | Dobles     |                                        | M. Fyrstenberg / · M. Matkowski (POL) · V 7−6(7), 6−7(6), 8−6 | J. Melzer / · A. Peya (AUT) · V 6−3, 3−6, 11−9 | M. Čilić / · I. Dodig (CRO) · V 6−4, 6−4 | M. Llodra / · J-W. Tsonga (FRA) · D 3−6, 6−4, 16−18 | J. Benneteau / · R. Gasquet (FRA) · D 6−7(4), 2−6 | 4                   |
| Marcel Granollers Marc López | Dobles     |                                        | J. Erlich / · A. Ram (ISR) · D 6−7(5), 6−7(3)                 | No es classificaren                            | No es classificaren                      | No es classificaren                                 | No es classificaren                               | No es classificaren |

### Femení
| Esportista                           | Categoria  | 1/32 de final                        | Setzens de final                                 | Vuitens de final                      | Quarts de final     | Semifinals          | Final               |
| ------------------------------------ | ---------- | ------------------------------------ | ------------------------------------------------ | ------------------------------------- | ------------------- | ------------------- | ------------------- |
| María José Martínez                  | Individual | P. Hercog (SVN) · V 6−2, 6−4         | V. Azàrenka (BLR) · D 1−6, 2−6                   | No es classificà                      | No es classificà    | No es classificà    | No es classificà    |
| Anabel Medina                        | Individual | Y. Wickmayer (BEL) · D 2−6, 6−4, 5−7 | No es classificà                                 | No es classificà                      | No es classificà    | No es classificà    | No es classificà    |
| Carla Suárez                         | Individual | S. Stosur (AUS) · V 3−6, 7−5, 10−8   | K. Clijsters (BEL) · D 3−6, 3−6                  | No es classificà                      | No es classificà    | No es classificà    | No es classificà    |
| Sílvia Soler                         | Individual | H. Watson (GBR) · D 2−6, 2−6         | No es classificà                                 | No es classificà                      | No es classificà    | No es classificà    | No es classificà    |
| Núria Llagostera María José Martínez | Dobles     |                                      | C. Dellacqua / S. Stosur (AUS) · V 6−1, 6−1      | S. Peng / J. Zheng (XIN) · D 4−6, 2−6 | No es classificaren | No es classificaren | No es classificaren |
| Anabel Medina Arantxa Parra          | Dobles     |                                      | F. Pennetta / F. Schiavone (ITA) · D 6−7(4), 4−6 | No es classificaren                   | No es classificaren | No es classificaren | No es classificaren |

## Tennis taula
Vegeu Tennis de taula als Jocs Olímpics d'estiu de 2012
| Esportista                            | Categoria          | Ronda preliminar | Primera ronda          | Segona ronda              | Tercera ronda           | Quarta ronda                  | Quarts de final     | Semifinals          | Final               |
| ------------------------------------- | ------------------ | ---------------- | ---------------------- | ------------------------- | ----------------------- | ----------------------------- | ------------------- | ------------------- | ------------------- |
| He Zhi Wen                            | Individual masculí | –                | –                      | Z. Wang (POL) · V 4−1     | A. Crisan (ROM) · D 2−4 | No es classificà              | No es classificà    | No es classificà    | No es classificà    |
| Carlos Machado                        | Individual masculí | –                | Q. Aruna (NGR) · D 2−4 | No es classificà          | No es classificà        | No es classificà              | No es classificà    | No es classificà    | No es classificà    |
| Sara Ramírez                          | Individual femení  | –                | A. Das (IND) · V 4−1   | M. Pesotska (UCR) · D 1−4 | No es classificà        | No es classificà              | No es classificà    | No es classificà    | No es classificà    |
| Shen Yanfei                           | Individual femení  | –                | –                      | –                         | X. Li (FRA) · V 4−0     | K-A. Kim (KOR) · D 1−4        | No es classificà    | No es classificà    | No es classificà    |
| Galia Dvorak Sara Ramirez Shen Yanfei | Equips femenins    |                  |                        |                           |                         | R.P. de la Xina (XIN) · D 0−3 | No es classificaren | No es classificaren | No es classificaren |

## Tir
Vegeu Tir als Jocs Olímpics d'estiu de 2012

### Masculí
| Esportista         | Esdeveniment              | Qualificació | Qualificació | Final            | Final            |
| Esportista         | Esdeveniment              | Punts        | Posició      | Punts            | Posició          |
| ------------------ | ------------------------- | ------------ | ------------ | ---------------- | ---------------- |
| Juan José Aramburu | Skeet                     | 115          | 23           | No es classificà | No es classificà |
| Pablo Carrera      | Pistola 50 m              | 554          | 22           | No es classificà | No es classificà |
| Pablo Carrera      | Pistola d'aire 10 m       | 585          | 4 Q          | 683,3            | 6                |
| Alberto Fernández  | Fossa                     | 116          | 25           | No es classificà | No es classificà |
| Jorge Llames       | Pistola tir ràpid 25 m    | 579          | 11           | No es classificà | No es classificà |
| Javier Lopez       | Carabina 3 posicions 50 m | 1151         | 36           | No es classificà | No es classificà |
| Javier Lopez       | Carabina estesa 50 m      | 589          | 34           | No es classificà | No es classificà |
| Javier Lopez       | Carabina d'aire 10 m      | 88           | 41           | No es classificà | No es classificà |
| Jesús Serrano      | Fossa                     | 123          | 3 Q          | 144              | 5                |

### Femení
| Esportista     | Esdeveniment        | Qualificació | Qualificació | Final            | Final            |
| Esportista     | Esdeveniment        | Punts        | Posició      | Punts            | Posició          |
| -------------- | ------------------- | ------------ | ------------ | ---------------- | ---------------- |
| Sònia Franquet | Pistola 25 m        | 579          | 22           | No es classificà | No es classificà |
| Sònia Franquet | Pistola d'aire 10 m | 378          | 26           | No es classificà | No es classificà |
| Fátima Gálvez  | Fossa               | 70           | 6 Q          | 87               | 5                |

## Tir amb arc
Vegeu Tir amb arc als Jocs Olímpics d'estiu de 2012
| Esportista   | Esdeveniment       | Qualificació | Qualificació | 1/32 de final             | Setzens de final        | Vuitens de final | Quarts de final  | Semifinals       | Final            | Final            |
| Esportista   | Esdeveniment       | Marcador     | Cap de sèrie | 1/32 de final             | Setzens de final        | Vuitens de final | Quarts de final  | Semifinals       | Final            | Final            |
| ------------ | ------------------ | ------------ | ------------ | ------------------------- | ----------------------- | ---------------- | ---------------- | ---------------- | ---------------- | ---------------- |
| Elías Cuesta | Individual masculí | 660          | 23           | M. Ivashko (UCR) · D 4−6  | No es classificà        | No es classificà | No es classificà | No es classificà | No es classificà | No es classificà |
| Iria Grandal | Individual femení  | 618          | 53           | A.M. Rendón (COL) · V 6−5 | H-J. Choi (KOR) · D 5−6 | No es classificà | No es classificà | No es classificà | No es classificà | No es classificà |

## Triatló
Vegeu Triatló als Jocs Olímpics d'estiu de 2012
| Esportista          | Esdeveniment | Natació (1,5 km) | Transició 1 | Ciclisme (40 km) | Transició 2 | Cursa a peu (10 km) | Total   | Total |
| ------------------- | ------------ | ---------------- | ----------- | ---------------- | ----------- | ------------------- | ------- | ----- |
| Mario Mola          | Homes        | 18:09            | 0:38        | 59:40            | 0:29        | 30:27               | 1:49:23 | 19    |
| Javier Gómez Noya   | Homes        | 17:00            | 0:36        | 59:16            | 0:28        | 29:16               | 1:46:36 | 2     |
| José Miguel Pérez   | Homes        | 18:07            | 0:40        | 59:40            | 0:29        | 30:57               | 1:49:53 | 24    |
| Marina Damlaimcourt | Dones        | 19:20            | 0:44        | 1:05:36          | 0:30        | 36:40               | 2:02:50 | 24    |
| Ainhoa Murua        | Dones        | 19:21            | 0:39        | 1:05:37          | 0:32        | 34:47               | 2:00:56 | 7     |
| Zuriñe Rodríguez    | Dones        | 19:49            | 0:42        | 1:06:56          | 0:36        | 40:41               | 2:08:44 | 44    |

## Vela
Vegeu Vela als Jocs Olímpics d'estiu de 2012
Masculí
| Esportista                     | Esdeveniment | Curses | Curses | Curses | Curses | Curses | Curses | Curses | Curses | Curses | Curses | Curses | Punts nets | Final |
| Esportista                     | Esdeveniment | 1      | 2      | 3      | 4      | 5      | 6      | 7      | 8      | 9      | 10     | F      | Punts nets | Final |
| ------------------------------ | ------------ | ------ | ------ | ------ | ------ | ------ | ------ | ------ | ------ | ------ | ------ | ------ | ---------- | ----- |
| Iván Pastor                    | Windsurf     | 22     | 24     | 20     | 39     | 19     | 25     | 8      | 25     | 2      | 5      | −      | 150        | 16    |
| Javier Hernández               | Laser        | 34     | 17     | 13     | 15     | 26     | 13     | 6      | 17     | 2      | 9      | −      | 118        | 12    |
| Rafael Trujillo                | Finn         | 12     | 12     | 12     | 23     | 7      | 4      | 15     | 1      | 13     | 4      | 6      | 109        | 8     |
| Onán Barreiros Aarón Sarmiento | 470          | 7      | 8      | 12     | 27     | 24     | 6      | 10     | 13     | 15     | 9      | −      | 104        | 11    |

Femení
| Esportista                  | Esdeveniment | Curses | Curses | Curses | Curses | Curses | Curses | Curses | Curses | Curses | Curses | Curses | Punts nets | Final |
| Esportista                  | Esdeveniment | 1      | 2      | 3      | 4      | 5      | 6      | 7      | 8      | 9      | 10     | F      | Punts nets | Final |
| --------------------------- | ------------ | ------ | ------ | ------ | ------ | ------ | ------ | ------ | ------ | ------ | ------ | ------ | ---------- | ----- |
| Marina Alabau               | Windsurf     | 2      | 1      | 1      | 1      | 5      | 2      | 3      | 8      | 6      | 3      | 2      | 26         | 1     |
| Alicia Cebrián              | Laser        | 15     | 11     | 14     | 9      | 24     | 23     | 5      | 9      | 2      | 13     | −      | 101        | 11    |
| Berta Betanzos Tara Pacheco | 470          | 15     | 14     | 8      | 16     | 13     | 8      | 11     | 4      | 7      | 13     | 8      | 101        | 10    |

Match racing
| Esportista                                   | Esdeveniment | Round Robin | Round Robin | Round Robin | Round Robin | Round Robin | Round Robin | Round Robin | Round Robin | Round Robin | Round Robin | Round Robin | Posició | Knockouts       | Knockouts   | Knockouts   | Final |
| Esportista                                   | Esdeveniment | · RUN       | · EUA       | · NZL       | · RUS       | · PBA       | · SUE       | · FRA       | · FIN       | · AUS       | · POR       | · DIN       | Posició | Quarts de final | Semifinals  | Final       | Final |
| -------------------------------------------- | ------------ | ----------- | ----------- | ----------- | ----------- | ----------- | ----------- | ----------- | ----------- | ----------- | ----------- | ----------- | ------- | --------------- | ----------- | ----------- | ----- |
| Támara Echegoyen Ángela Pumariega Sofía Toro | Elliott 6m   | V           | V           | V           | D           | V           | V           | V           | D           | D           | V           | V           | 3 Q     | FRA · V 3−0     | RUS · V 2−1 | AUS · V 3−2 | 1     |

Aigües obertes
| Esportista                     | Esdeveniment | Curses | Curses | Curses | Curses | Curses | Curses | Curses | Curses | Curses | Curses | Curses | Curses | Curses | Curses | Curses | Curses | Punts nets | Final |
| Esportista                     | Esdeveniment | 1      | 2      | 3      | 4      | 5      | 6      | 7      | 8      | 9      | 10     | 11     | 12     | 13     | 14     | 15     | F      | Punts nets | Final |
| ------------------------------ | ------------ | ------ | ------ | ------ | ------ | ------ | ------ | ------ | ------ | ------ | ------ | ------ | ------ | ------ | ------ | ------ | ------ | ---------- | ----- |
| Xabier Fernández Iker Martínez | 49er         | 15     | 6      | 7      | 3      | 14     | 18     | 3      | 15     | 12     | 14     | 8      | 14     | 8      | 15     | 12     | −      | 146        | 12    |

## Voleibol platja
Vegeu Voleibol platja als Jocs Olímpics d'estiu de 2012
| Esportista                       | Esdeveniment | Ronda preliminar | Classificació | Vuitens de final                                       | Quarts de final     | Semifinals          | Final | Final |
| -------------------------------- | ------------ | --- | ------------- | ------------------------------------------------------ | ------------------- | ------------------- | ----- | ----- |
| Adrián Gavira Pablo Herrera      | Homes        | Grup B · P. Benes / P. Kubala (CZE) · V 2−0 (25−23, 21−16) · P. Dalhausser / T. Rogers (EUA) · D 1−2 (21−18, 16−21, 13−15) · K. Asahi / K. Shiratori (JPN) · V 2−0 (21−19, 22−20)   | 2 Q           | R. Santos / P. Cunha (BRA) · D 0−2 (18−21, 19−21)      | No es classificaren | No es classificaren | 9     |       |
| Elsa Baquerizo Liliana Fernández | Dones        | Grup D · S. Keizer / M. van Iersel (PBA) · V 2−1 (14−21, 21−16, 15−11) · A. Gallay / M. Zonta (ARG) · V 2−0 (22−20, 21−16) · J. Kessy / A. Ross (EUA) · D 1−2 (19−21, 21−19, 17−19) | 2 Q           | M. Menegatti / G. Cicolar (ITA) · D 0−2 (15−21, 15−21) | No es classificaren | No es classificaren | 9     |       |

## Waterpolo
Vegeu Waterpolo als Jocs Olímpics d'estiu de 2012

### Masculí
Jugadors
| - Iñaki Aguilar - Mario José García - David Martín - Balazs Sziranyi - Guillermo Molina - Marc Minguell - Blai Mallarach | - Albert Español - Xavier Vallès - Felipe Perrone - Iván Pérez - Xavier García - Daniel López |  |  |

Entrenador: Rafael Aguilar
Fase de grups
| Equip      | J | G | E | P | GF | GC | Dif | Punts |
| ---------- | - | - | - | - | -- | -- | --- | ----- |
| Croàcia    | 5 | 5 | 0 | 0 | 50 | 29 | +21 | 10    |
| Itàlia     | 5 | 3 | 1 | 1 | 40 | 36 | +4  | 7     |
| Espanya    | 5 | 3 | 0 | 2 | 52 | 42 | +10 | 6     |
| Austràlia  | 5 | 2 | 0 | 3 | 40 | 44 | -4  | 4     |
| Grècia     | 5 | 1 | 1 | 3 | 41 | 43 | -2  | 3     |
| Kazakhstan | 5 | 0 | 0 | 5 | 24 | 53 | -29 | 0     |

Resultats
| Ronda                   | Data  | Hora  | Partit       | Partit | Partit     |
| ----------------------- | ----- | ----- | ------------ | ------ | ---------- |
| Fase grups − 1          | 29/07 | 11:20 | Kazakhstan   | 6 − 14 | Espanya    |
| Fase grups − 2          | 31/07 | 11:20 | Croàcia      | 8 − 7  | Espanya    |
| Fase grups − 3          | 02/08 | 10:00 | Espanya      | 13 − 9 | Austràlia  |
| Fase grups − 4          | 04/08 | 14:10 | Grècia       | 9 − 11 | Espanya    |
| Fase grups − 5          | 06/08 | 19:40 | Espanya      | 7 − 10 | Itàlia     |
| Quarts de final         | 08/08 | 14:30 | Espanya      | 9 − 11 | Montenegro |
| Classificació semifinal | 10/08 | 14:20 | Estats Units | 7 − 8  | Espanya    |
| Partit pel 5è lloc      | 12/08 | 11:40 | Espanya      | 8 − 14 | Hongria    |

### Femení
Jugadors
| - Laura Ester - Marta Bach - Anna Espar - Roser Tarragó - Matilde Ortiz - Jennifer Pareja - Lorena Miranda | - Pilar Peña - Andrea Blas - Ona Meseguer - Maica García - Laura López Ventosa - Ana Copado |  |  |

Entrenador: Miki Oca
Fase de grups
| Equip           | J | G | E | P | GF | GC | Dif | Punts |
| --------------- | - | - | - | - | -- | -- | --- | ----- |
| Espanya         | 3 | 2 | 1 | 0 | 33 | 26 | +7  | 5     |
| Estats Units    | 3 | 2 | 1 | 0 | 30 | 28 | +2  | 5     |
| Hongria         | 3 | 1 | 0 | 2 | 35 | 37 | -2  | 2     |
| R.P. de la Xina | 3 | 0 | 0 | 3 | 22 | 29 | -7  | 0     |

Resultats
| Ronda           | Data  | Hora  | Partit       | Partit  | Partit          |
| --------------- | ----- | ----- | ------------ | ------- | --------------- |
| Fase grups − 1  | 30/07 | 14:10 | Espanya      | 11 − 6  | R.P. de la Xina |
| Fase grups − 2  | 01/08 | 18:20 | Espanya      | 9 − 9   | Estats Units    |
| Fase grups − 3  | 03/08 | 14:10 | Espanya      | 13 − 11 | Hongria         |
| Quarts de final | 05/08 | 20:20 | Espanya      | 9 − 7   | Regne Unit      |
| Semifinals      | 07/08 | 19:40 | Hongria      | 9 − 10  | Espanya         |
| Final           | 09/08 | 20:25 | Estats Units | 8 − 5   | Espanya         |